# Sundská Wikipedie
Sundská Wikipedie je název Wikipedie v sundštině, jazyce používaném na západní třetině indonéského ostrova Jáva. Byla spuštěna v roce 2004. Její kód pro Wiki je su.

## Číselné údaje

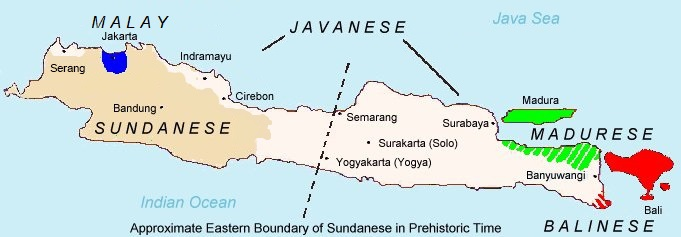
Jazyky ostrova Jáva

18. dubna 2023 měla Wikipedie 61 448 článků a pracovalo pro ni 6 správců, 29 660 zaregistrovaných uživatelů a 51 aktivních uživatelů (=uživatelé, kteří v posledních 30 dnech provedli nějakou editaci).
Celkový počet slov ve všech obsahových stránkách, kterých bylo 97 814, dosahoval 6 778 240, což dělá přibližně 27 112 normostran.

## Příklady článků
Toto je deset náhodně vygenerovaných článků sundské Wikipedie:
- Cot Manggie, Panton Reu, Aceh Barat (indonéská vesnice)
- 2014 XC8 (asteroid)
- Karéta api New Argo Jati (vlaková linka)
- Handeuleum (rostlina Graptophyllum pictum)
- Lingga Bayu, Mandailing Natal (indonéský subdistrikt)
- 402 (rok)
- Kampung Lama, Besitang, Langkat (indonéské seskupení vesnic)
- 11284 Belenus (asteroid)
- Buloh Gogo, Padang Tiji, Pidie (indonéská vesnice)
- Pulau Aro, Tabir Ulu, Merangin (indonéské seskupení vesnic)